# Brooklyn Nine-Nine (5.ª temporada)
A quinta temporada do sitcom de televisão Brooklyn Nine-Nine estreou em 26 de setembro de 2017 na Fox. É a última temporada exibida na Fox, pois a série foi cancelada em 10 de maio de 2018. A NBC comprou os direitos para a sexta temporada em 11 de maio de 2018.

## Sinopse
Jake e Rosa se ajustam à prisão perpétua antes que a 99 possa prender Melanie Hawkins quando Holt é forçado a fazer um acordo com o mafioso local Seamus Murphy. Após a soltura, Jake percebe que não está pronto para voltar a campo imediatamente e Rosa termina com Adrian. Durante o quinto assalto anual do Halloween, Jake pede Amy em casamento e eles ficam noivos. A delegacia faz uma viagem a Los Angeles para o funeral do capitão anterior da 99. O capitão Holt está sendo ameaçado por Murphy. Rosa se assume como bissexual. Gina retorna à 99 depois de passar meses em licença maternidade. Embora a equipe encontre com sucesso uma brecha que permita que Holt mantenha seu acordo com Murphy sem comprometer seu código moral, Murphy descobre seu ardil e ameaça a vida de Kevin.
Kevin é forçado a permanecer em uma casa segura com Jake por dois meses para evitar a detecção de Murphy. Depois que a 99 localiza com sucesso o esconderijo de Murphy, Kevin derruba Murphy e o mafioso e seus homens são presos com sucesso. Charles tenta administrar seu próprio negócio de food truck. Amy passa no exame do sargento. Depois que seus planos de casamento se separam de uma ameaça de bomba, Jake e Amy se casam fora da delegacia. A temporada termina na festa depois do casamento, onde a equipe não tem certeza se Holt ganhou o título de Comissário ou não.

## Elenco e personagens
| - Andy Samberg como Detetive Jake Peralta - Stephanie Beatriz como Detetive Rosa Diaz - Terry Crews como Sargento Terry Jeffords - Melissa Fumero como Detetive (depois Sargento) Amy Santiago - Joe Lo Truglio como Detetive Charles Boyle - Chelsea Peretti como Gina Linetti - Andre Braugher como Capitão Raymond Holt - Dirk Blocker como Detetive Michael Hitchcock - Joel McKinnon Miller como Detetive de 3º grau Norm Scully | - Kyra Sedgwick como Chefe de Departamento Madeline Wuntch - Gina Gershon como Tenente Melanie Hawkins - Tim Meadows como Caleb - Lou Diamond Phillips como Jeff Romero - Paul Adelstein como Seamus Murphy - Craig Robinson como Doug Judy - Jason Mantzoukas como ex-Detetive Adrian Pimento - Marc Evan Jackson como Doutor Kevin Cozner - Kevin Dorff como Hank - Winston Story como Bill | - Dean Winters como Detetive Keith Pembroke, o Abutre - Bradley Whitford como Capitão Roger Peralta - Katey Sagal como Karen Peralta - Jimmy Smits como Oficial de Polícia aposentado Victor Santiago - Bertila Damas como Camila Santiago - Danny Trejo como Oscar Diaz - Olga Merediz como Julia Diaz - Fred Melamed como DC Parlov - Maria Thayer como Jean Munhroe - Rob Huebel como Landon Lawson - Reggie Lee como Doutor Ronald Yee - Mike Mitchell como Kyle Murphy - Sterling K. Brown como Philip Davidson - Allison Tolman como Capitão Olivia Crawford - David Fumero como Vin Stermley - Drew Tarver como Oficial de Polícia Gary Jennings - Jay Chandrasekhar como ele mesmo - Nasim Pedrad como Katie Peralta - Reginald VelJohnson como ele mesmo - Akiva Schaffer como Detetive Brett Booth - Kyle Bornheimer como Sargento Teddy Wells - Gina Rodriguez como Alicia |

## Episódios
| N.º na série | N.º na temp. | Título                  | Dirigido por         | Escrito por                      | Exibição original      | Cód. de produção | Audiência (milhões) |
| --- | ------------ | ----------------------- | -------------------- | -------------------------------- | ---------------------- | ---------------- | ------------------- |
| 91 | 1            | "The Big House: Part 1" | Tristram Shapeero    | Luke Del Tredici                 | 26 de setembro de 2017 | 501              | 2.00                |
| Jake e Rosa estão na prisão há alguns meses, com Jake tendo que lidar com seu amável companheiro de cela canibal assassino em massa, e Rosa fazendo o que for preciso para se estabelecer como alguém a quem não se deve mexer. Jake acaba sendo colocado na população em geral após contrabandear "sopas de rua" para uma gangue temida liderada por Romero, e Holt e Terry lutam para preencher uma lista muito longa de pedidos de ajuda de Rosa. Amy e Boyle sentem muita falta de Jake, e Gina está de licença maternidade. |              |                         |                      |                                  |                        |                  |                     |
| 92 | 2            | "The Big House: Part 2" | Michael McDonald     | Justin Noble                     | 3 de outubro de 2017   | 502              | 1.74                |
| Jake assume uma perigosa missão secreta a mando do diretor, mas parece que ele vai acabar sendo morto por Romero, não importa o que aconteça. O esquadrão tenta descobrir como provar que a tenente Hawkins estava por trás dos roubos pelos quais ela acusou Jake e Rosa. Uma operação para invadir seu telefone é uma opção, mas uma mais viável e muito mais perigosa envolve um chefe da máfia odioso de Hawkins chamado Seamus Murphy, que dará a Amy as informações para limpar Jake e Rosa. Quando a operação falha, Holt secretamente obtém as informações de Murphy, resultando na liberdade de Jake e Rosa à custa de um favor que Holt deve a Murphy no futuro. |              |                         |                      |                                  |                        |                  |                     |
| 93 | 3            | "Kicks"                 | Eric Appel           | Andrew Guest                     | 10 de outubro de 2017  | 503              | 1.68                |
| Jake deve passar por uma avaliação oficial realizada por Holt para voltar ao campo após seu encarceramento. Quando Jake começa a duvidar de suas escolhas após o principal suspeito alegar inocência, ele vê isso como uma fraqueza, mas Holt vê como uma força. Enquanto isso, Rosa recebe a ajuda de Amy e Terry para descobrir se Pimento está traindo ela. Apesar de se provar inocente, Rosa decide terminar com ele depois de perceber que ela se sentiria aliviada se ele fosse pego. |              |                         |                      |                                  |                        |                  |                     |
| 94 | 4            | "HalloVeen"             | Jamie Babbit         | Dan Goor                         | 17 de outubro de 2017  | 504              | 1.69                |
| No quinto assalto anual do Dia das Bruxas, todos os membros da equipe tentam capturar o campeão cummerbund. Charles, Rosa e Terry se unem para formar "The Tramps", pois nenhum deles ganhou o assalto ainda. Amy descobre o plano de Jake e encontra o cummerbund; mas é revelado que Jake mudou a inscrição no cinto de "incrível humano/gênio" para "Amy Santiago, quer se casar comigo?" Amy aceita a proposta de Jake e os dois ficam noivos. Enquanto ele está feliz por eles, o capitão Holt está um pouco chateado pelo fato de que ninguém ganhou tecnicamente o assalto, já que Jake mudou o cinto. |              |                         |                      |                                  |                        |                  |                     |
| 95 | 5            | "Bad Beat"              | Kat Coiro            | Carol Kolb                       | 7 de novembro de 2017  | 505              | 1.50                |
| Jake e Terry propõem se juntar a um ringue de apostas clandestino para pegar um criminoso. No entanto, no processo, o capitão Holt recai sobre seu antigo vício em jogos de azar. Charles está planejando um novo empreendimento de food truck e se envolve com Amy como investidora, apenas para depois dizer a ela que o caminhão que ele comprou foi palco de um assassinato notório. Rosa aceita o desafio de Hitchcock e Scully quando dizem que ela não pode ficar sentada o dia inteiro como eles. |              |                         |                      |                                  |                        |                  |                     |
| 96 | 6            | "The Venue"             | Cortney Carrillo     | Matt Lawton                      | 14 de novembro de 2017 | 506              | 1.65                |
| Jake e Amy encontram uma mansão que é o local perfeito para o casamento, apenas para ser arrebatada no último segundo pelo "The Vulture", que também planeja se casar no mesmo dia com uma mulher chamada Jean Munhroe. Depois de descobrir que a noiva dele é uma trabalhadora caritativa e que Vulture provavelmente a trai, eles discutem se querem o local ou salvarem Jean do casamento. Charles e Rosa localizam e resgatam o sargento Peanut Butter, a quem Charles ainda inveja por roubar seu momento quando recebeu sua Medalha da Bravura. Para grande consternação de Charles, Manteiga de Amendoim recebe o crédito pelo resgate, apesar de Charles ter salvado sua vida. |              |                         |                      |                                  |                        |                  |                     |
| 97 | 7            | "Two Turkeys"           | Alex Reid            | David Phillips                   | 21 de novembro de 2017 | 507              | 1.66                |
| Jake e Amy tentam fazer os pais se relacionarem durante o jantar de Ação de Graças, mas o primeiro feriado juntos em família não vai bem. No entanto, uma lesão inesperada faz com que ambos os pais reexaminem seus sentimentos um pelo outro. Em outros lugares, a torta de Ação de Graças de Holt e do marido Kevin desaparece, e Holt suspeita que Rosa, Boyle ou Terry podem ter levado a torta. Depois de interrogá-los sem sorte, Holt pede a ajuda de Hitchcock e Scully para descobrir o culpado e encontrar a torta. |              |                         |                      |                                  |                        |                  |                     |
| 98 | 8            | "Return to Skyfire"     | Linda Mendoza        | Neil Campbell                    | 28 de novembro de 2017 | 508              | 1.73                |
| O autor de Skyfire, DC Parlov, retorna à delegacia depois que o último manuscrito de seu próximo livro foi roubado. Jake, Terry e Rosa vão a uma convenção para investigar e descobrir que o rival de Parlov, Landon Lawson, também teve seu manuscrito roubado. Enquanto os dois autores se acusam de roubar o trabalho um do outro, Terry revela a Jake que ele está escrevendo um romance de fantasia. Jake incentiva Terry a mostrar seu manuscrito para Parlov, apenas para descobrir que a história é terrível. De volta à delegacia, Holt, Amy e Charles fazem um curso forense e lutam para manter a boca de Charles calada. |              |                         |                      |                                  |                        |                  |                     |
| 99 | 9            | "99"                    | Payman Benz          | Andy Bobrow                      | 5 de dezembro de 2017  | 509              | 1.94                |
| Enquanto está em um funeral em Los Angeles do ex-chefe de polícia, o capitão Holt descobre que ele está na corrida para ser comissário. Depois de enfrentar muitas dificuldades, como perder o voo e explodir o trailer, Jake e a equipe precisam encontrar uma maneira de ir de Los Angeles a Nova York a tempo da entrevista de Holt. Jake descobre que Holt estava sabotando a viagem propositadamente devido ao seu compromisso com Murphy, mas o esquadrão promete encontrar uma maneira de resolver o problema de Holt e levá-lo para a entrevista a tempo. Durante a viagem, Amy tenta agir com menos seriedade, Terry se irrita por perder seu voo de primeira classe, e Charles descobre que Rosa é bissexual.                                                                                    |              |                         |                      |                                  |                        |                  |                     |
| 100 | 10           | "Game Night"            | Tristram Shapeero    | Justin Noble & Carly Hallam Tosh | 12 de dezembro de 2017 | 510              | 1.81                |
| Depois que Rosa revela que é bissexual para seus colegas, ela procura a ajuda de Jake para contar as notícias aos pais durante um jantar com eles. Embora ela inicialmente finja que está namorando Jake durante o jantar, ela sai e convida Jake para se juntar à sua família na Game Night, onde ela descobre o quanto seus pais estão dispostos a aceitar a mudança. Enquanto isso, a delegacia pede ajuda a Gina quando a divisão de crimes cibernéticos está consumindo toda a banda larga, resultando em internet lenta. Depois que Gina os ajuda, ela revela que planeja deixar a 99 para seguir uma carreira em empreendedorismo. No entanto, depois de ser tocada pelas despedidas de Amy e Charles, ela decide voltar para a delegacia enquanto continua a trabalhar em seus negócios paralelos. |              |                         |                      |                                  |                        |                  |                     |
| 101 | 11           | "The Favor"             | Victor Nelli Jr.     | Aeysha Carr                      | 12 de dezembro de 2017 | 511              | 1.81                |
| Seamus Murphy finalmente pede seu favor a Holt: Solicitar uma permissão para uma festa do bloco que encobrirá seu próximo crime. Jake e Charles se disfarçam e fazem amizade com o sobrinho estúpido de Seamus, Kyle, para descobrir o que os Murphys estão planejando e impedir. Amy e Rosa tentam solicitar uma permissão para a festa do bairro, mas são rejeitadas. Depois que a 99 descobre o plano de Seamus, eles conseguem frustrar o roubo planejado, garantindo que Holt mantenha seu fim da barganha. Quando eles prendem Kyle para protegê-lo da ira de seu tio, Seamus descobre o ardil e ameaça a vida de Kevin. |              |                         |                      |                                  |                        |                  |                     |
| 102 | 12           | "Safe House"            | Nisha Ganatra        | Andy Gosche                      | 18 de março de 2018    | 512              | 1.92                |
| Kevin e Jake são forçados a ficar em um esconderijo por dois meses para evitar serem pegos por Seamus Murphy e seus homens, com fortes restrições impostas por Holt. Jake começa a se preocupar quando o excesso de proteção de Holt começa a prejudicar o casamento dele e de Kevin. A 99 tenta rastrear Murphy. Rosa vai a um salão de cabeleireiro e é forçada a conversar e trocar de cabelo para obter informações da namorada de Murphy. Amy, Terry e Scully vasculham uma sala cheia de documentos rasgados para localizar Murphy. |              |                         |                      |                                  |                        |                  |                     |
| 103 | 13           | "The Negotiation"       | Linda Mendoza        | Phil Augusta Jackson             | 25 de março de 2018    | 513              | 1.83                |
| Jake é solicitado a atuar como negociador de uma situação de refém em uma joalheria, apenas para descobrir que é uma armação de Doug Judy, que pede sua ajuda para derrubar um criminoso perigoso para resgatar a mãe de Judy. Amy e Gina tentam ajudar Charles com seu novo food truck, pois o estresse de seus novos negócios e atitude perfeccionista parece estar chegando até ele. Quando um membro do comitê de seleção do comissário de polícia decide entrevistar Hitchcock sobre as qualidades de Holt, Holt e Terry o treinam para ser menos nojento e mais profissional. |              |                         |                      |                                  |                        |                  |                     |
| 104 | 14           | "The Box"               | Claire Scanlon       | Luke Del Tredici                 | 1 de abril de 2018     | 516              | 1.78                |
| Jake e Holt passam a noite interrogando o dentista Phillip Davidson para determinar se ele assassinou seu parceiro. A tarefa é difícil, pois Davidson parece defender todas as suas acusações e estratégias, deixando Jake a tomar medidas drásticas. |              |                         |                      |                                  |                        |                  |                     |
| 105 | 15           | "The Puzzle Master"     | Akiva Schaffer       | Lang Fisher                      | 8 de abril de 2018     | 514              | 1.74                |
| Depois que Amy passa no exame de sargento, Jake tenta tornar seu último caso memorável, escolhendo uma investigação de uma série de criminosos conectados ao autor favorito de Amy, Vin Stermly. Quando Vin se junta a eles no caso e impressiona Amy com seu intelecto e aparência, Jake fica com ciúmes. Holt e Gina enfrentam a competição pelo Comissário de Polícia e são intimidados por uma jovem mulher em fuga. |              |                         |                      |                                  |                        |                  |                     |
| 106 | 16           | "NutriBoom"             | Trent O'Donnell      | David Phillips                   | 15 de abril de 2018    | 515              | 1.79                |
| Quando o esquema em pirâmide da NutriBoom se recusa a deixar Jake sair fácil depois que ele quer cancelar o contrato que assinou no "HalloVeen", ele e Charles tentam derrubar a organização por dentro, investigando o passado sombrio da empresa. Enquanto isso, o primeiro dia de Amy como sargento se torna estressante quando ela tem que lidar com um super otimista que se comporta de maneira semelhante a ela. |              |                         |                      |                                  |                        |                  |                     |
| 107 | 17           | "DFW"                   | Jaffar Mahmood       | Jeff Topolski                    | 15 de abril de 2018    | 518              | 1.48                |
| A meia-irmã caótica de Jake, Katie, vem visitá-lo por alguns dias após um término difícil. Quando ela pensa em se mudar para Nova York para morar com Amy e ele, os dois tentam descobrir uma maneira de fazê-la voltar para Dallas. Terry se machuca depois de praticar ioga com Charles e fica preso no quarto de dormir de Hitchcock e Scully. Gina tenta marcar um encontro para Rosa. |              |                         |                      |                                  |                        |                  |                     |
| 108 | 18           | "Gray Star Mutual"      | Giovani Lampassi     | Jessica Polonsky                 | 22 de abril de 2018    | 517              | 1.77                |
| Pimento volta para ajudar Jake e Charles a descobrir quem queimou o food truck de Charles. No entanto, quando ele descobre quantos eventos perdeu na 99, ele se vira contra eles. Amy acha que comprar seu vestido de noiva a faria parecer fraca para seus subordinados, então Rosa a ajuda a escolher o vestido certo, enquanto instila uma sensação de confiança nela. Terry e Gina tentam fazer Holt criar uma conta no Twitter para aumentar sua presença nas mídias sociais. |              |                         |                      |                                  |                        |                  |                     |
| 109 | 19           | "Bachelor/ette Party"   | Beth McCarthy Miller | Carly Hallam Tosh                | 29 de abril de 2018    | 519              | 1.97                |
| Charles planeja uma caçada excessivamente elaborada para a despedida de solteiro de Jake. Não querendo passar horas tentando, Jake, Holt e Terry vão a um restaurante e tentam pular para o final da caçada, apenas para sofrer as consequências. Na festa de despedida de Amy, Amy descobre que Jake contratou uma banda, cujo membro principal ela namorou (e ainda está apaixonada por ela), para se apresentar no casamento. Ela e as damas de honra tentam cancelar a aparição da banda. |              |                         |                      |                                  |                        |                  |                     |
| 110 | 20           | "Show Me Going"         | Maggie Carey         | Phil Augusta Jackson             | 6 de maio de 2018      | 520              | 1.67                |
| Quando as notícias de um atirador ativo em Brooklyn Heights chegam à delegacia, eles descobrem que Rosa está perto do local e está indo ajudar. Quando ouvem isso, o esquadrão, incapaz de ir sozinho, teme desesperadamente por sua segurança. Sentindo-se impotente, Jake desesperadamente pensa em maneiras de oferecer sua ajuda, apenas para ser dispensado por Holt. Enquanto isso, Terry enfrenta uma crise existencial, e Gina e Amy tentam se tornar úteis consertando o banheiro quebrado de Rosa. |              |                         |                      |                                  |                        |                  |                     |
| 111 | 21           | "White Whale"           | Matthew Nodella      | Matt Lawton & Carol Kolb         | 13 de maio de 2018     | 521              | 1.75                |
| Rosa e Amy se unem para derrubar seu suspeito de "baleia branca" - um assassino implacável que conseguiu iludi-los por sete anos - enquanto Terry ajuda Jake a lidar com suas tarefas de planejamento de casamento, como escolher a cor apropriada do guardanapo. Em outros lugares, o capitão Holt e sua rival, Olivia Crawford, tentam se convencer a deixar a campanha pelo Comissário |              |                         |                      |                                  |                        |                  |                     |
| 112 | 22           | "Jake & Amy"            | Dan Goor             | Dan Goor & Luke Del Tredici      | 20 de maio de 2018     | 522              | 1.79                |
| Os planos do casamento de Jake e Amy começam a desmoronar quando alguém ameaça o casamento com uma bomba. Jake, Amy e Charles descobrem que o culpado era um criminoso que Amy prendeu no passado que plantou uma bomba nos respiradouros depois de ver o casamento anunciado no jornal por Charles. Charles se redime organizando o casamento fora da delegacia, onde Jake e Amy se casam. Enquanto conserta o véu de Amy, Terry e Rosa encontram um motorista de táxi chamado Alicia, com quem Terry tenta ligar Rosa. Holt recebe um e-mail informando se ele foi nomeado comissário com sucesso e evita lê-lo por medo. Na festa depois do casamento, Holt finalmente lê, mas sua expressão facial neutra deixa o esquadrão inseguro quanto ao resultado.                                              |              |                         |                      |                                  |                        |                  |                     |

## Recepção

### Resposta da crítica
O site agregador de análises Rotten Tomatoes registra uma classificação de aprovação de 100%, com uma pontuação média de 8,33/10, com base em 13 avaliações.

### Prêmios e indicações
| Prêmio                           | Data da cerimônia       | Categoria                                                                    | Nomeados                                      | Resultado | Ref.   |
| -------------------------------- | ----------------------- | ---------------------------------------------------------------------------- | --------------------------------------------- | --------- | ------ |
| MPSE Golden Reel Awards          | 28 de fevereiro de 2018 | Conquista de coordenação em edição de som – Ato real com menos de 30 minutos | Brooklyn Nine-Nine (Episódio: "The Fugitive") | Indicado  |        |
| GLAAD Media Awards               | 12 de abril de 2018     | Melhor Série de Comédia                                                      | Brooklyn Nine-Nine                            | Venceu    | [ 24 ] |
| Black Reel Awards para Televisão | 3 de agosto de 2018     | Melhor Ator Coadjuvante em Série de Comédia                                  | Terry Crews                                   | Indicado  |        |
| Teen Choice Awards               | 12 de agosto 2018       | Ator Choice TV: Comédia                                                      | Andy Samberg                                  | Indicado  |        |
| Imagen Awards                    | 25 de agosto de 2018    | Melhor Programa de Televisão Primetime - Comédia                             | Brooklyn Nine-Nine                            | Indicado  |        |
| Imagen Awards                    | 25 de agosto de 2018    | Melhor Atriz Coadjuvante - Televisão                                         | Stephanie Beatriz                             | Venceu    |        |
| Gold Derby Awards                | 6 de setembro de 2018   | Melhor Ator em Série de Comédia                                              | Andy Samberg                                  | Indicado  |        |
| Gold Derby Awards                | 6 de setembro de 2018   | Melhor Ator Convidado em Série de Comédia                                    | Sterling K. Brown                             | Indicado  |        |

## Audiência
| №  | Título                | Exibição original      | Rating/share (18–49) | Audiência (em milhões) | DVR (18–49)    | Audiência em DVR (milhões) | Total (18–49)  | Audiência total (em milhões) |
| -- | --------------------- | ---------------------- | -------------------- | ---------------------- | -------------- | -------------------------- | -------------- | ---------------------------- |
| 1  | "The Big House Pt. 1" | 26 de setembro de 2017 | 0.7/3                | 2.00                   | 0.7            | 1.24                       | 1.4            | 3.24                         |
| 2  | "The Big House Pt. 2" | 3 de outubro de 2017   | 0.6/2                | 1.74                   | 0.7            | 1.24                       | 1.3            | 2.98                         |
| 3  | "Kicks"               | 10 de outubro de 2017  | 0.7/3                | 1.68                   | 0.6            | 1.19                       | 1.3            | 2.87                         |
| 4  | "HalloVeen"           | 17 de outubro de 2017  | 0.6/2                | 1.69                   | 0.7            | 1.21                       | 1.3            | 2.90                         |
| 5  | "Bad Beat"            | 7 de novembro de 2017  | 0.6/2                | 1.50                   | 0.7            | 1.29                       | 1.3            | 2.78                         |
| 6  | "The Venue"           | 14 de novembro de 2017 | 0.6/2                | 1.65                   | 0.6            | 1.14                       | 1.2            | 2.78                         |
| 7  | "Two Turkeys"         | 21 de novembro de 2017 | 0.6/2                | 1.66                   | 0.7            | 1.34                       | 1.3            | 3.00                         |
| 8  | "Return to Skyfire"   | 28 de novembro de 2017 | 0.7/3                | 1.73                   | 0.6            | 1.16                       | 1.3            | 2.89                         |
| 9  | "99"                  | 5 de dezembro de 2017  | 0.7/3                | 1.94                   | 0.6            | 1.15                       | 1.3            | 3.09                         |
| 10 | "Game Night"          | 12 de dezembro de 2017 | 0.7/3                | 1.81                   | por determinar | por determinar             | por determinar | por determinar               |
| 11 | "The Favor"           | 12 de dezembro de 2017 | 0.7/3                | 1.81                   | por determinar | por determinar             | por determinar | por determinar               |
| 12 | "Safe House"          | 18 de março de 2018    | 0.9/4                | 1.92                   | 0.6            | por determinar             | 1.5            | por determinar               |
| 13 | "The Negotiation"     | 25 de março 2018       | 0.9/4                | 1.83                   | por determinar | 0.94                       | por determinar | 2.78                         |
| 14 | "The Box"             | 1 de abril de 2018     | 0.8/3                | 1.78                   | por determinar | 1.04                       | por determinar | 2.82                         |
| 15 | "The Puzzle Master"   | 8 de abril de 2018     | 0.8/3                | 1.74                   | por determinar | por determinar             | por determinar | por determinar               |
| 16 | "NutriBoom"           | 15 de abril de 2018    | 0.8/3                | 1.79                   | por determinar | por determinar             | por determinar | por determinar               |
| 17 | "DFW"                 | 15 de abril de 2018    | 0.7/3                | 1.48                   | por determinar | por determinar             | por determinar | por determinar               |
| 18 | "Gray Star Mutual"    | 22 de abril de 2018    | 0.8/3                | 1.77                   | por determinar | por determinar             | por determinar | por determinar               |
| 19 | "Bachelor/ette Party" | 29 de abril de 2018    | 0.9/4                | 1.97                   | por determinar | por determinar             | por determinar | por determinar               |
| 20 | "Show Me Going"       | 6 de maio de 2018      | 0.7/3                | 1.67                   | por determinar | por determinar             | por determinar | por determinar               |
| 21 | "White Whale"         | 13 de maio de 2018     | 0.8/4                | 1.75                   | por determinar | por determinar             | por determinar | por determinar               |
| 22 | "Jake & Amy"          | May 20, 2018           | 0.8/4                | 1.79                   | por determinar | por determinar             | por determinar | por determinar               |